# Erebia epistygne
La montañesa primaveral (Erebia epistygne) es una especie de lepidóptero ropalócero de la familia Nymphalidae. Hübner, 1824.

## Distribución
Sólo se encuentra en España y Francia. En España habita en los Montes Universales, Serranía de Cuenca, Sierra de Javalambre, Sierra de Caldereros, Sierra de Guadalajara y Cataluña (muy escasa y local); en Francia se distribuye por el suroeste de Cévennes y Provenza.

## Hábitat
Claros montañosos y herbosos en bosques abiertos. La oruga se alimenta de Festuca ovina.

## Período de vuelo e hibernación
Univoltino, vuela en una sola generación entre finales de marzo y finales de mayo, dependiendo de la temporada. Todavía no se conoce en qué estadio hiberna.

## Conservación
Las poblaciones francesas han perdido entre un 6% y un 30% de sus individuos; se trata de una especie en declive. Sus principales amenazas son la desaparición de los prados de siega y el cambio climático.